# 長坂町

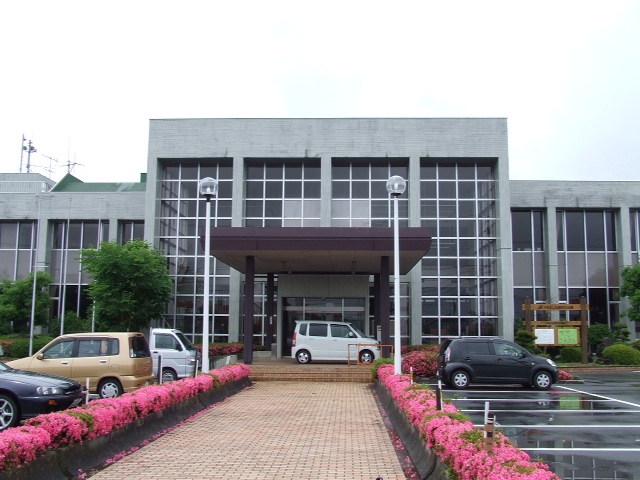
長坂町役場（現・北杜市長坂総合支所）

長坂町（ながさかちょう）は、かつて山梨県北巨摩郡にあった町。
三分一湧水と女取湧水は「八ヶ岳南麓高原湧水群」として名水百選に選定されている。2004年（平成16年）11月1日に長坂町を含めた北巨摩郡7町村が合併して北杜市が発足し、長坂町は廃止された。

## 地理

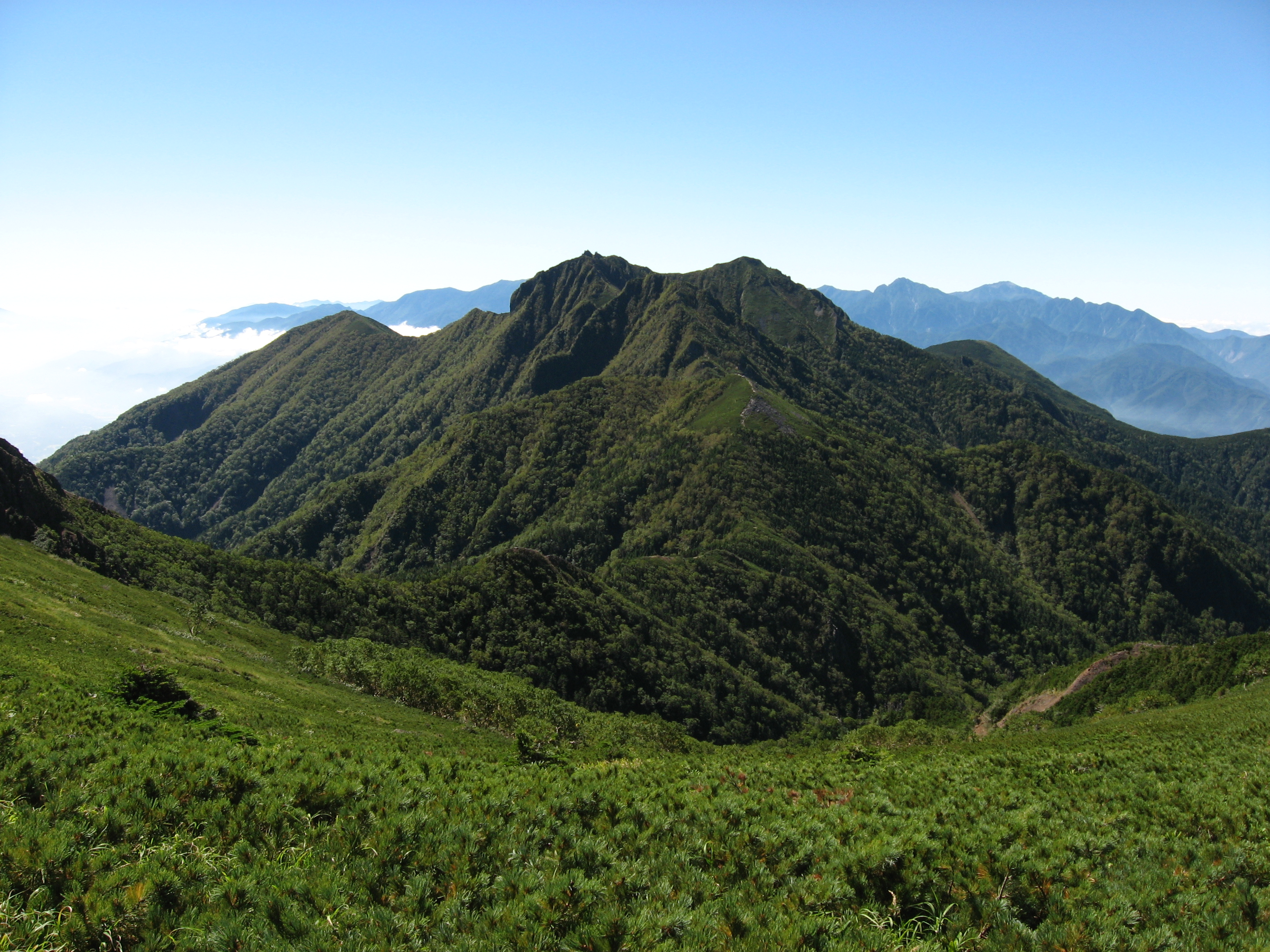
権現岳

長坂町は県北西部に位置する。八ヶ岳南麓にあたり、他の北巨摩郡自治体と同様に町域は南北に長く、標高も北高南低である。町域北部は長野県との県境付近にあたる。
八ヶ岳山麓には女取湧水や三分一湧水などの湧水地が多く、町域にはこれらの湧水地から発する鳩川・大深沢川などの河川が南流する。これらの河川はさらにその支流である高川、女取川、古杣川と合流して釜無川となり、甲府盆地へ至る。
町域南部には河川の侵食により氾濫原が形成された平坦地で、集落が集中している。また、中央本線や国道、中央自動車道など主要な交通機関が通過している。町域東部は鳩川により形成された大八田田圃があり、穀倉地帯となっている。
北部は八ヶ岳山系に属し、権現岳、三ッ頭などの山々が連なっている。

### 隣接している自治体
- 山梨県
  - 北巨摩郡：大泉村、小淵沢町、須玉町、武川村、白州町
- 長野県
  - 諏訪郡：富士見町（権現岳山頂にて）

## 歴史

### 先史・古代
八ヶ岳南麓は旧石器時代から縄文時代の遺跡が数多く分布する地域であり、町域でも200ヶ所以上の当該期の遺跡が確認されている。
縄文時代の遺跡では長坂上条の酒呑場遺跡が縄文中期の大規模集落遺跡として知られ、長坂上条遺跡は縄文後期の配石遺構の見られる遺跡として知られる。
平安時代に至ると八ヶ岳南麓では牧経営と関係した計画的集落が出現し、町域でも柳坪遺跡など大規模集落が見られる。
古代には『和名類聚抄』に記される巨摩郡逸見郷に比定されると考えられている。奈良時代の集落遺跡には乏しいが平安時代の遺跡は数多く分布することから、この時期に開発が進展した地域であると考えられている。

### 中世
中世には逸見荘の一部に比定され、鎌倉時代末期から南北朝時代には、上大八田・下大八田・夏焼の一部が甲斐守護・二階堂氏領の一部も存在していたと考えられている。また、室町時代には大八田の一帯が大八幡荘に属していたとされる。
戦国時代には甲斐守護武田氏と甲斐国内の有力国衆や信濃国衆との抗争が激化する。『高白斎記』によれば、天文9年（1540年）2月18日には小荒間において武田氏と信濃小県郡の村上義清との合戦が起こる。天文10年（1541年）6月に家督を継承した武田晴信（信玄）による信濃侵攻が本格化する。町域には甲信国境に近いことから信濃信仰における拠点となり、大井ノ森には陣所が置かれたという。
長坂郷には長坂氏屋敷跡が存在し、『甲斐国志』に拠れば武田家臣の長坂光堅の屋敷であるという。また、大八田には深草館、大和田氏館跡が所在している。

### 近世
近世には巨摩郡逸見筋に属する。近世初頭には全村が旗本領で、屋代越中・三枝土佐守・真田隠岐らの所領であった。近世には諸村落が成立し、宝永元年（1704年）には全村が甲府藩領となり、享保9年（1724年）には甲斐一国の幕府直轄領化に伴い甲府代官支配となり、幕末に至る。甲斐には御三卿領も存在し、町域には一橋家領・清水家領も存在していた。
生業は稲作・畑作が主体であるが、町域は高低差があるため北部ほど畑作の依存が強く、南部ほど水田が多い。新田開発の進展により湧水地からの用水路が整備され、それに伴い水論も発生した。ほか、甲州街道における駄賃稼ぎも行っている。天保7年（1836年）に甲斐一国規模で発生した天保騒動においては一揆勢が甲信国境に向けて進行し、町域も被害を受けている。

### 近現代
1874年（明治7年）、大小切税法廃止後の反対一揆（大小切騒動）の後に赴任した県知事藤村紫朗は税負担軽減のため殖産興業の諸政策を展開し、旧士族など移住者を募って原野であった日野原開拓を実施する。開拓は県権参事の富岡敬明が指揮した。
また、明治期には養蚕指導者を招き桑栽培や養蚕技術を普及させるため日野原養蚕飼育場が設置され、失敗したもののブドウや茶の栽培も試みられた。
その後も開拓団の入植は行われるが離殖者が多く、近年は八ヶ岳山麓の自然資源を活かした観光産業に移行している。
1923年（大正12年）8月には堀内柳南などによって夏季大学が開催され、小説家の芥川龍之介らが大八田の清光寺に招かれて講義を行った。

### 年表
- 1955年（昭和30年）
  - 1月20日 - 北巨摩郡秋田村・清春村・日野春村が合併して長坂町が発足。
  - 3月30日 - 小泉村を編入。
  - 7月1日 - 大字片颪が鳳来村・菅原村および駒城村の一部（横手・大坊）と合併して白州町が発足。
- 2004年（平成16年）11月1日 - 須玉町・白州町・高根町・大泉村・武川村・明野村と合併して北杜市が発足。同日長坂町廃止。

## 教育

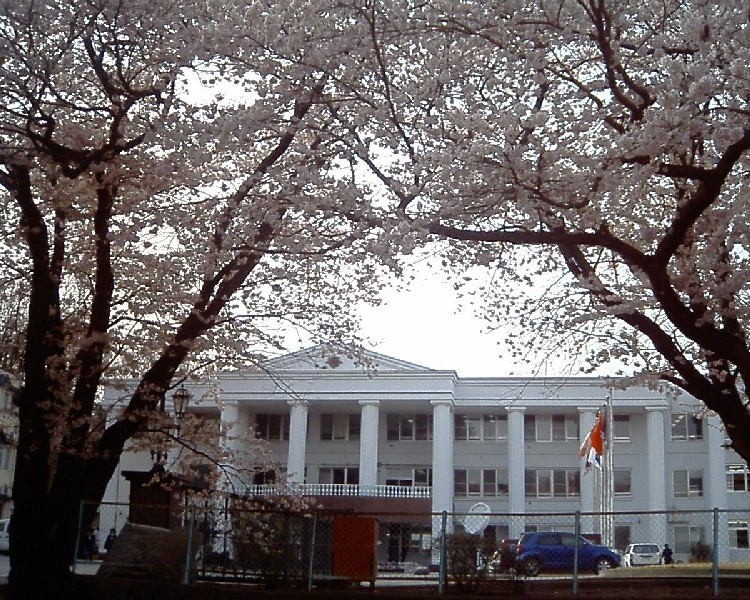
甲陵高校

- 組合立甲陵高等学校
- 山梨県立北杜高等学校
- 組合立甲陵中学校
- 長坂町立長坂中学校
- 長坂町立秋田小学校
- 長坂町立小泉小学校
- 長坂町立長坂小学校
- 長坂町立日野春小学校

## 交通

### 鉄道

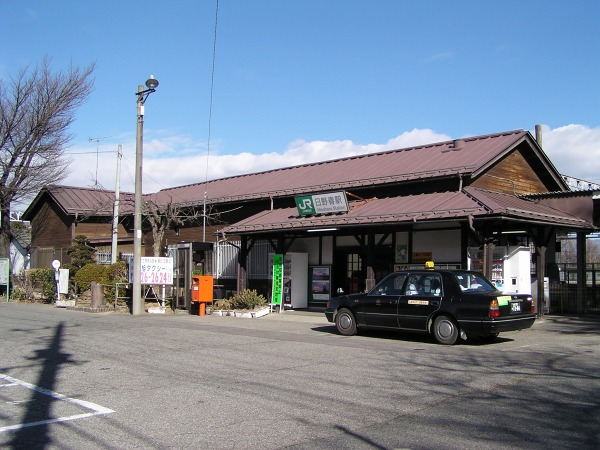
日野春駅

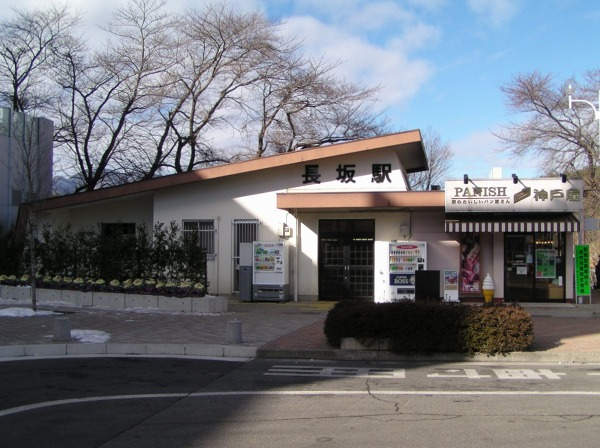
長坂駅

- 中央本線
  - 日野春駅 - 長坂駅
- 小海線
  - 甲斐小泉駅

### 道路

#### 高速道路
- 中央自動車道
  - 長坂インターチェンジ
  - 八ヶ岳パーキングエリア

#### 都道府県道
- 山梨県道17号茅野小淵沢韮崎線
- 山梨県道32号長坂高根線
- 山梨県道608号長坂小淵沢線
- 山梨県道609号小荒間長坂停車場線

## 娯楽
- 長坂映画劇場 - 映画館（1951年〜1960年代）
- 峡映館 - 映画館（〜1960年代）

## 名所・旧跡・観光スポット・祭事・催事
- 穂見諏訪十五所神社
- 三分一湧水、女取湧水（名水百選）
- オオムラサキセンター
- みどり湖
- 女取湧水（名水百選）
- 三分一湧水（名水百選）
- 清春芸術村
- 清春 旅と空想の美術館
- アフリカンアートミュージアム
- 平山郁夫シルクロード美術館
- 八ヶ岳リードオルガン美術館
- 八ヶ岳泰雲書道美術館
- 日野原アルプ美術館

## 出身有名人
- 小沢幸民 - 秋田村出身。明治期の自由民権運動家。
- 堀内柳南 - 教育者・俳人。
- 吉良知彦 - ロックユニット・ZABADAKメンバー。4歳まで居住。